# Luís Carlos Patraquim
Luís Carlos Patraquim (geboren am 26. März 1953 in Lourenço Marques, Portugiesisch-Ostafrika) ist ein mosambikanischer Schriftsteller, Dichter, Journalist und Drehbuchautor.

## Leben
Luís Carlos Patraquim wurde im März 1953 in Lourenço Marques, Hauptstadt der portugiesischen Kolonie Mosambik, geboren. Im Alter von knapp über 20 Jahren arbeitete Patraquim bei der Zeitung A Voz de Moçambique mit, einzige Zeitung der Hauptstadt mit einer gewissen regimekritische, antikolonialen gesinnte Redaktion. Um der politischen Repression zu entgehen, floh Patraquim 1973 nach Schweden, wo er politisches Asyl erhielt.
Im Januar 1975, nur wenige Monate vor der Unabhängigkeit, kehrte er nach Maputo zurück und begann direkt als Journalist für die Zeitung A Tribuna tätig zu sein, unter Leitung von Rui Knopfli. Gemeinsam mit weiteren Mitstreitern gründete Patraquim die Nachrichtenagentur Agência de Informação de Moçambique unter der Leitung von Mia Couto.
1977 wechselte Patraquim zum neugegründeten Instituto Nacional de Cinema, wo er bis 1986 als Redakteur und Koordinator für die Produktion des Wochenschauprogramms Kuxa Kanema verantwortlich war. 1984 schrieb er gemeinsam mit Licínio de Azevedo das Drehbuch für die mosambikanisch-jugoslawisch Spielfilmproduktion O Tempo dos Leopardos. Auch am Drehbuch von O Vento Sopra do Norte war er beteiligt.
1984 begründete Patraquim die Rubrik Gazeta de Artes e Letras in der Wochenzeitschrift Tempo und leitete diese mit Calane da Silva und Gulamo Khan. Sie umfasste Rezensionen, Erzählungen, Gedichten, Debatten, Interviews und Polemik über die Künste. Neben seiner journalistischen Tätigkeit begann Patraquim auch als Dichter zu arbeiten, 1980 veröffentlichte er sein erstes Werk Monção, fünf Jahre später A inadiável viagem.
Mit Beginn der 1980er Jahre nahm die FRELIMO zunehmend autoritäre Züge an, während sich offizielle Darstellung zunehmend von der Realität entfernte. Patraquim benannte in seiner Kulturkolumne einen „Gegensatz zwischen dem realen und dem fiktiven Land“, woraufhin ihm konterrevolutionäres Verhalten und RENAMO-Mitgliedschaft vorgeworfen wurden. Ähnliche Vorwürfe wurden seinem Kollegen Rui Zunguze gemacht, nachdem er die staatliche Sozialpolitik der Behörden kritisiert hatte. Zunguze wurde wenige Tage nach der Veröffentlichung seines Artikels in der Tempo ermordet. Beunruhigt von diesen Ereignissen, verließ Patraquim ein Jahr später, 1986, das Land in Richtung Portugal.
Dort setzte er seine Arbeit als Journalist fort, u. a. für die Zeitungen Jornal de Letras, Diário de Lisboa, Expresso und Público. Ebenso war er Berater für die RTP-Sendung Acontece des Journalisten Carlos Pinto Coelho und Kommentator der Sendung Ao Calor de África von RDP-África. Darüber hinaus veröffentlichte er weitere Gedichtbände (Vinte e tal novas formulações e uma elegia carnívora, O osso côncavo e outros poemas) und begann auch Theaterstücke, inszeniert vom Teatro da Comuna und Bica Teatro. 2010 erschien Patraquims erster Roman A Canção de Zefanías Sforza.

## Werke

### Filmografie
- 1976: Um ano de independência
- 1984/1985: O Tempo dos Leopardos (Drehbuch, gemeinsam mit Brana Šćepanović, Zdravko Velimirović)
- O Vento Sopra do Norte

### Veröffentlichungen
- Monção. Edições 70 / Instituto Nacional do Livro e Disco, Lisboa / Maputo 1980.
- A inadiável viagem. Associação de Escritores Moçambicanos, Maputo 1985 (72 S.).
- Vinte e tal novas formulações e uma elegia carnívora (= Colecção Juntamon. Band 4). ALAC Juntamon, Lisboa 1992 (58 S.).
- Mariscando luas. Vega, Lisboa 1992, ISBN 972-699-322-9.
- Lidemburgo blues. Editorial Caminho, Lisboa 1997, ISBN 972-21-1144-2.
- O osso côncavo e outros poemas (1980-2004). Editorial Caminho, Lisboa 2005, ISBN 972-21-1674-6.

- Mestiçagens do olhar. Som da Tinta, 2006, ISBN 972-99077-9-X.
- Pneuma. Editorial Caminho, Lisboa 2009, ISBN 978-972-21-2026-5.
- A Canção de Zefanias Sforza. Porto Editora, Lisboa/Maputo 2010, ISBN 978-972-0-04536-2.
- Enganações de Boca. Alcance Editora, Maputo 2010.
- Ímpia Scripta. Porto Editora, Maputo 2011.
- Matéria Concentrada. Ndjira, Maputo 2011.
- Manual para incendiários e outras crónicas. Antígona, Lisboa 2012, ISBN 978-972-608-226-2.
- O Cão na Margem. Kapulana Editora, São Paulo 2017.
- O Deus Restante. Maputo 2017.
- Música Extensa. Editora Alcance, Maputo 2017.
- Morada Nómada. ed. Zetho Cunha Gonçalves, 2020.
- De Cabeça para Baixo. Húmus, Vila Nova de Famalicão 2020, ISBN 978-989-755-494-0.

### Theaterstücke
- Karingana wa Karingana (2000)
- Vim-te buscar (2002)
- D'abalada
- Tremores íntimos anónimos (2003, mit António Cabrita)
- No estaleiro geral (2004)

## Auszeichnungen
- Prémio Nacional de Poesia de Moçambique (1995)